# Ypsilon1 Cancri
Ypsilon1 Cancri (υ1 Cancri, förkortad Ypsilon1 Cnc, υ1 Cnc), som är stjärnans Bayer-beteckning, är en ensam stjärna i mellersta delen av stjärnbilden Kräftan. Den har en högsta skenbar magnitud av 5,69 och är svagt synlig för blotta ögat där ljusföroreningar ej förekommer. Baserat på parallaxmätning inom Hipparcosuppdraget på ca 13,1 mas, beräknas den befinna sig på ett avstånd av ca 250 ljusår (77 parsek) från solen.

## Egenskaper
Ypsilon1 Cancri är en gul till vit jättestjärna av spektralklass F0 IIIn där n-suffixet anger "diffusa" absorptionslinjer i stjärnans spektrum på grund av snabb rotation med en relativt hög projicerad rotationshastighet av 109,2 km/s. Den har en massa som är ca 1,5 gånger solens massa, en radie som är ca 3,4 gånger solens radie och avger ca 25 gånger mer energi än solen från dess fotosfär vid en effektiv temperatur på ca 7 200 K.
Ypsilon1 Cancri är en variabel stjärna av okänd typ som varierar i skenbar magnitud 5,758 – 5,812 med en amplitud av 0,044 magnituder.